# Christian Vincent
Christian Vincent Melchiodi Jung (født 30. juni 1987 i Hillerød, Danmark) er en dansk skuespiller, dubber og LGBT-aktivist.

## Opvækst
Som barn boede Christian Vincent blandt andet i Italien, i Rødby og i Errindlev på Lolland. Han tog studentereksamen fra Maribo Gymnasium i 2007. Han fik for alvor interesse for teateret, da han deltog i Maribos teater Nørregadeteatrets forestilling Aladdin i Hylddalen. Han blev senere uddannet på den private skuespillerskole Ophelia i København i 2014. Han fik international opmærksomhed i sommeren 2013 efter en protestvideo mod den russiske antipropagandalov, som blev viral.

## Stemmer

### Tegneserier
Total Drama Pahkitew Island - Rodney 

Splint & Co. - Zero

### Serier
- 1864 - Diverse stemmer
- Big Time Rush - Guitar Fyren

### Film
- Teen Beach Movie - Rascal
- Knorten - Diverse stemmer
- Den som elsker 2012 - kortfilm

### Computerspil
Skylanders: Giants - Prospector / Gill Grunt (Dansk udgave) 

Skylanders: Trap Team - Diverse stemmer (Dansk udgave) 

### Live dubbing
I forbindelse med den børnefilmfestivalen Buster benyttes skuespillere til at lægge stemmer til udenlandske film - live i biografen. 

Jack: Drengen med det tikkende hjerte - Alle stemmer
Nicolas på ferie - Alle stemmer 

V8: Start motorerne - Alle stemmer 

Pororo & Det store racerløb - Alle stemmer 

Legenden om Sarila - Alle stemmer 

Spirillen - Alle stemmer 

Tom Sawyer - Alle stemmer 

Boy - Alle stemmer 